# Adrien Rivard
 (juillet 2015).
Si vous disposez d'ouvrages ou d'articles de référence ou si vous connaissez des sites web de qualité traitant du thème abordé ici, merci de compléter l'article en donnant les références utiles à sa vérifiabilité et en les liant à la section « Notes et références ».
Adrien Rivard (29 août 1890 — 12 décembre 1969) est un botaniste, naturaliste, ornithologue, philatéliste, documentariste et un professeur,.

## Biographie
Le Frère Adrien Rivard est né à Sainte-Geneviève de Pierrefonds, le 29 août 1890. À l'âge de douze ans, il entre au juvénat des Frères de Sainte-Croix dans le quartier Côte-des-Neiges de l'île de Montréal. Il y restera jusqu'en janvier 1906. Il entre ensuite au noviciat de la même communauté à Sainte-Geneviève. C'est à cet endroit qu'il s'initie à la vie religieuse et qu'il adopte le nom de frère Adrien. Durant sa deuxième année de noviciat, il enseigne aux plus jeunes, mais il passe aussi beaucoup de temps à s'instruire, de façon autodidacte, sur différents sujets concernant la littérature et les sciences. On dit qu'il a appris, entre autres choses, l'espagnol et l'anglais et qu'il connaissait par cœur plusieurs œuvres du théâtre classique français. En 1923, il est nommé professeur à l'école Beaudet de Ville Saint-Laurent où il enseignera jusqu'en 1931. En 1925, il fonde un club Audubon junior (club scientifique), projet duquel il s'inspirera pour créer, en 1931, les Cercles des jeunes naturalistes.
En plus, de diriger les Cercles des Jeunes Naturalistes, le Frère Adrien participait à plusieurs activités. Il s'intéressait, entre autres, à l'architecture paysagiste, à l'organisation d'expositions, aux voyages d'exploration et à la photographie. Il est forcé d'abandonner ses activités professionnelles au début des années 1960 pour cause de maladie.